# 戦極 〜第一陣〜
戦極 〜第一陣〜（せんごく だいいちじん）は、日本の総合格闘技団体「戦極」の大会の一つ。2008年3月5日、東京都渋谷区の国立代々木競技場第一体育館で開催された。

## 大会概要
戦極旗揚げ戦となった本大会ではメインイベントでジョシュ・バーネットが吉田秀彦からヒールホールドで一本勝ちを収めた。
当初は菊田早苗対フィル・バローニのウェルター級ワンマッチが予定されていたが、バローニの右肩回旋筋腱板破裂により中止された。

## 試合結果
第1試合 ウェルター級ワンマッチ 5分3R
○  ニック・トンプソン vs.  ファブリシオ・"ピットブル"・モンテイロ ×
3R終了 判定3-0（30-29、29-29※トンプソン優勢、30-28）
第2試合 ライトヘビー級ワンマッチ 5分3R
○  川村亮 vs.  アントニオ・ブラガ・ネト ×
3R終了 判定3-0（29-28、29-28、27-26）
第3試合 ミドル級ワンマッチ 5分3R
○  エヴァンゲリスタ・サイボーグ vs.  瀧本誠 ×
1R 4:51 アキレス腱固め
第4試合 ヘビー級ワンマッチ 5分3R
○  藤田和之 vs.  ピーター・グラハム ×
1R 1:23 スピニングチョーク
第5試合 ミドル級ワンマッチ 5分3R
○  三崎和雄 vs.  シアー・バハドゥルザダ ×
2R 2:02 フロントチョーク
第6試合 ライト級ワンマッチ 5分3R
○  五味隆典 vs.  ドゥエイン・ラドウィック ×
1R 2:28 TKO（ドクターストップ：カット）
第7試合 ヘビー級ワンマッチ 5分3R
○  ジョシュ・バーネット vs.  吉田秀彦 ×
3R 3:23 ヒールホールド